# Gmina Bradashesh
Gmina Bradashesh (alb. Komuna Bradashesh) – gmina  położona w środkowej części Albanii. Administracyjnie należy do okręgu Elbesan w obwodzie Elbesan. W 2011 roku populacja gminy wynosiła 10 700, w tym 5212 kobiet oraz 5488 mężczyzn, z czego Albańczycy stanowili 71,00% mieszkańców.
W skład gminy wchodzi siedemnaście miejscowości: Bradashesh, Balëz-Lart, Balëz-Poshtë, Kusarth, Kozan, Karakullak, Letan, Rrile, Shtemaj, Ulen, Katund i Ri, Fikas, Petresh, Shenmehill, Shijon, Reçan, Gurabardhë.